# Burzum (Demo II)

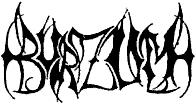
Este logo de Burzum apareció en el Demo II, era el logotipo de la banda pero nunca se usó para un álbum

Burzum (Demo II) es la segunda demo de la banda de Black metal de Noruega, Burzum. Fue grabada en 1991. Contiene todas las canciones de la demo anterior llamada Burzum (Demo I) pero también incluye nuevas grabaciones. El sonido de esta demo es bastante malo y algunas canciones que más tarde aparecerían en los álbumes de estudio de Burzum tienen otros nombres. Las canciones son todas instrumentales no contienen voces. Una curiosidad es que en esa demo se utilizó un logotipo diferente al original de Burzum pero ya nunca se volvió a utilizar.

## Lista de canciones
Todas las canciones escritas y compuestas por Varg Vikernes. 
| N.º | Título                                                                      | Traducción                                         | Duración |  |
| 1.  | «Lost Wisdom»                                                               | Sabiduría Perdida                                  | 4:16     |  |
| 2.  | «Depressive Visions of the Cursed Warrior»                                  | Depresivas visiones del guerrero maldito           | 3:16     |  |
| 3.  | «Lord of the Depths»                                                        | Señor de las profundidades                         | 4:39     |  |
| 4.  | «Spell of Destruction»                                                      | Hechizo de destrucción                             | 4:29     |  |
| 5.  | «A Lost Forgotten Sad Spirit»                                               | Un perdido y olvidado triste espíritu              | 7:27     |  |
| 6.  | «Lost Wisdom (Tomada de Burzum (Demo I))»                                   | Sabiduría perdida                                  | 4:39     |  |
| 7.  | «Spell of Destruction (Tomada de Burzum (Demo I))»                          | Hechizo de destrucción                             | 4:45     |  |
| 8.  | «Channeling the Powers of Souls into a New God (Tomada de Burzum (Demo I))» | Canalizando el poder de las almas en un nuevo dios | 3:46     |  |
| 9.  | «Feeble Screams from Forests Unknown»                                       | Débiles chillidos desde bosques desconocidos       | 6:32     |  |
| 10. | «My Key to Purgatory»                                                       | Mi llave al purgatorio                             | 5:16     |  |
| 11. | «Rite of Cleansure»                                                         | Rito de Cleansure                                  | 6:17     |  |
| 12. | «A Lost Forgotten Sad Spirit»                                               | Un perdido y olvidado triste espíritu              | 9:27     |  |